# 3065 Sarahill
3065 Sarahill (1984 CV) là một tiểu hành tinh vành đai chính được phát hiện ngày 8 tháng 2 năm 1984 bởi E. Bowell ở Flagstaff (AM).